# Saint-Mars-la-Réorthe
Saint-Mars-la-Réorthe é uma comuna francesa na região administrativa da Pays de la Loire, no departamento de Vendéia. Estende-se por uma área de 9,28 km². Em 2010 a comuna tinha 1 008 habitantes (densidade: 108,6 hab./km²).